# هلنا وسترمارک
هلنا وسترمارک (انگلیسی: Helena Westermarck؛ ۲۰ نوامبر ۱۸۵۷ – ۵ آوریل ۱۹۳۸) هنرمند و نویسنده سوئدی‌زبان فنلاندی بود. وی خواهر ادوارد وسترمارک بود. شرح حال وسترمارک در سال ۱۹۴۱ به چاپ رسید.